# Synsepalum letouzei
Synsepalum letouzei är en tvåhjärtbladig växtart som beskrevs av Aubrev. Synsepalum letouzei ingår i släktet Synsepalum och familjen Sapotaceae.
Artens utbredningsområde är Kamerun. Inga underarter finns listade i Catalogue of Life.